# Obsteig
Obsteig è un comune austriaco di 1 320 abitanti nel distretto di Imst, in Tirolo.